# رهنیتسه
رهنیتسه (به چکی: Řehenice) یک منطقهٔ مسکونی در جمهوری چک است که در ناحیه بنشوو واقع شده‌است. رهنیتسه ۱۵٫۳ کیلومتر مربع مساحت و ۳۴۱ نفر جمعیت دارد.

## نگارخانه

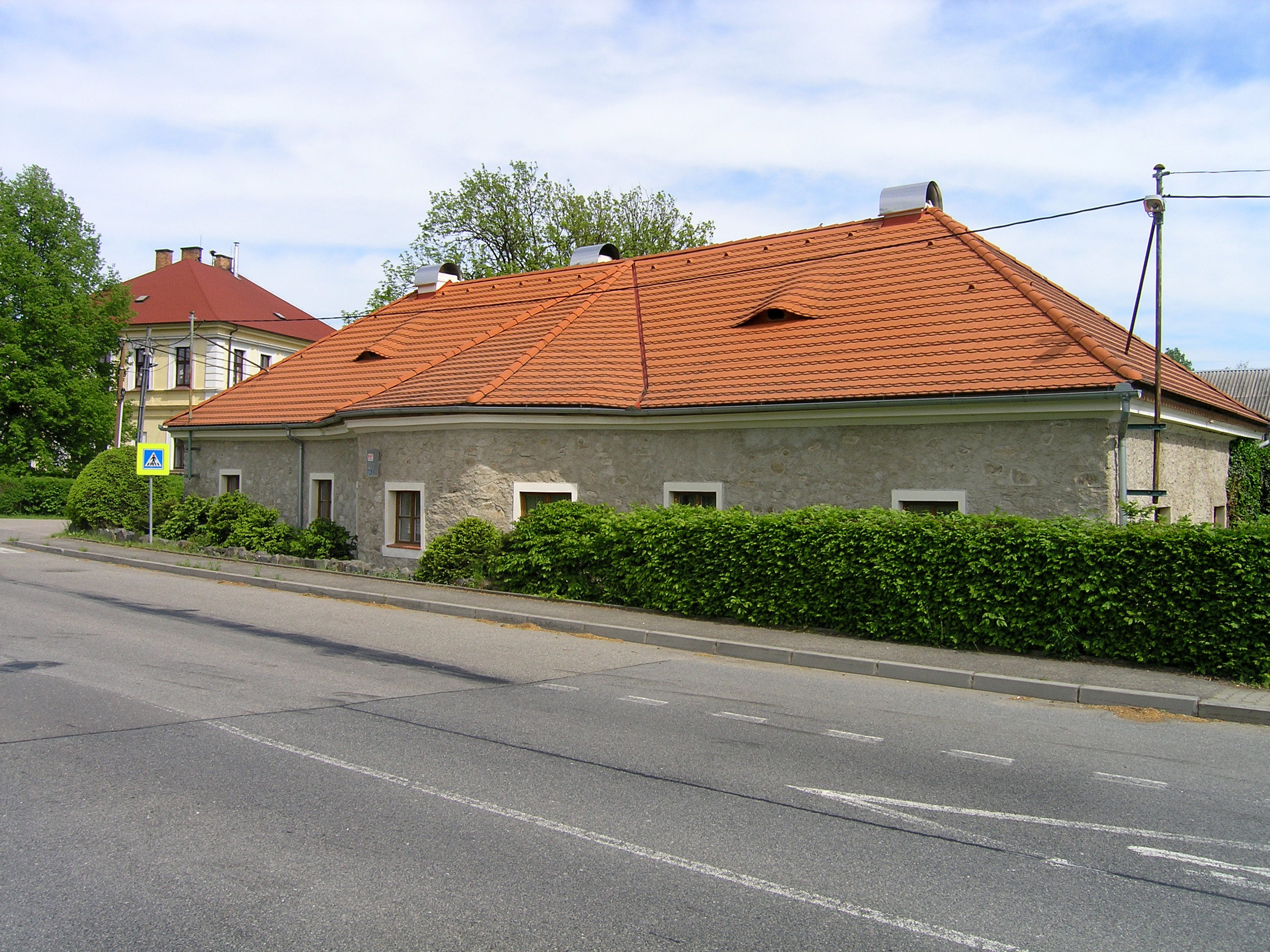
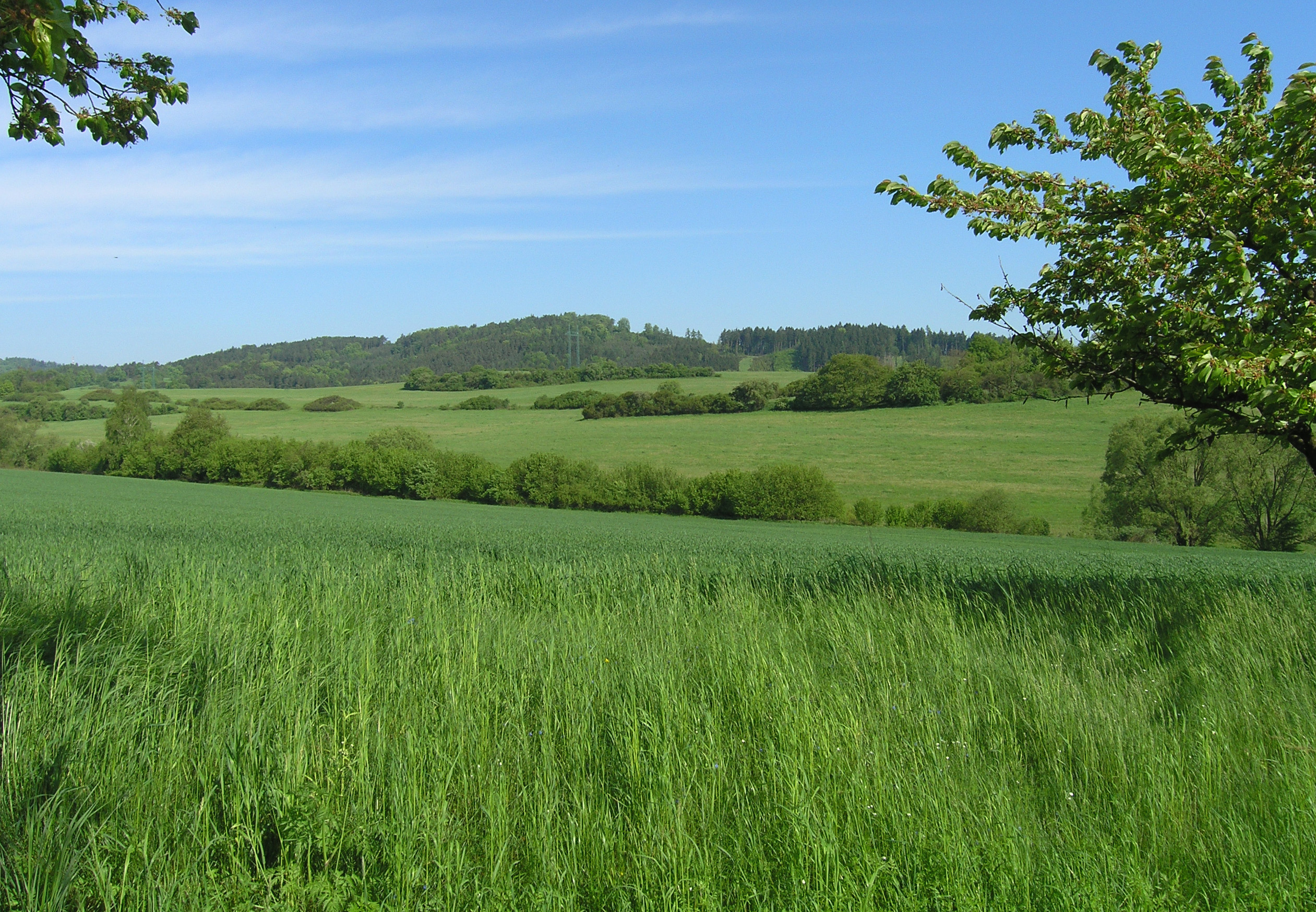
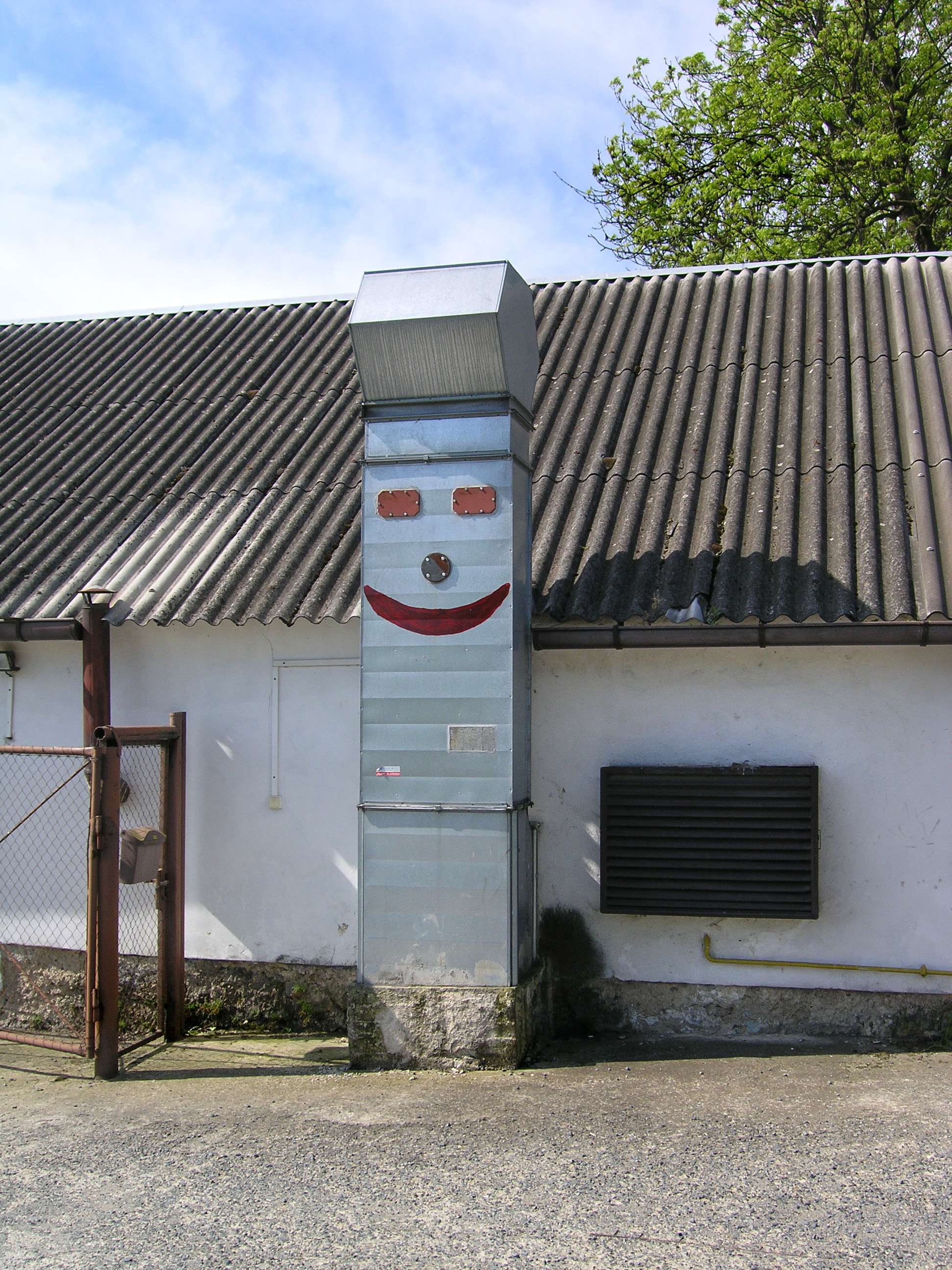